# Jindřich Bišický

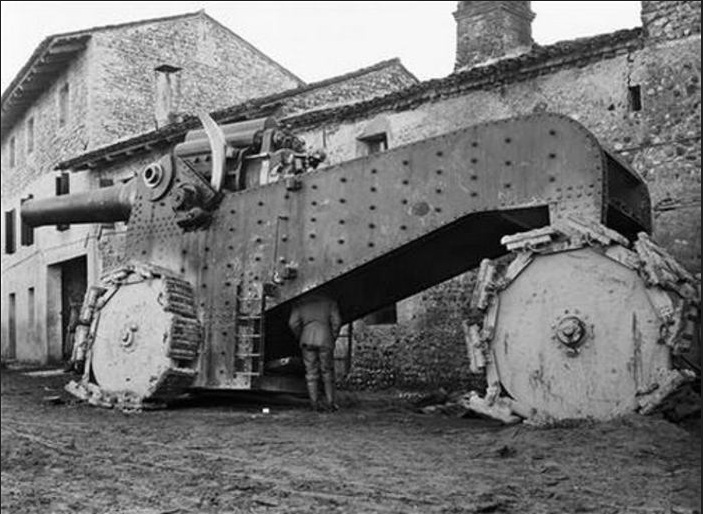
Italská houfnice Obice 305/17 ukořistěná rakouskými vojáky blízko Udine. Foto Jindřich Bišický

Jindřich Bišický (* 11. února 1889 Zeměchy – 31. srpna 1949 Velvary) byl český válečný fotograf. Za první světové války byl nadporučíkem rakouské armády a pracoval jako plukovní fotograf 47. pěšího regimentu. Po válce pracoval jako stavař ve Velvarech.

## Život
Vystudoval stavební průmyslovou školu, na povinnou vojnu narukoval jako kreslič. Když vypukla válka, byl přidělen do Grazu k 47. pěšímu regimentu. Dostal se do Haliče i italských Alp. Spřátelil se s plukovním historikem baronem Ludwigem von Vogelsangem, který později sepsal historii regimentu a použil v ní mnoho fotografií a akvarelů Bišického.
Po válce začal pracovat jako stavitel rodinných domů ve Velvarech, zejména v místní čtvrti Spořilov. Fotografování pro něj zůstalo jen koníčkem. Zemřel ve věku 60 let.

## Znovuobjevení Bišického
Od dubna do září roku 2009 se na Pražském hradě konala výstava s názvem Pěšky 1. světovou válkou. Objektivem neznámého vojáka. Představovala zejména snímky z italské fronty, v menší míře z východní fronty v Haliči.
Na výstavu se přišel podívat historik Michal Rybák, který ve vystavených exponátech poznal dílo svého dědečka Jindřicha Bišického. Společně s Jaroslavem Kučerou pak výstavu doplnili a opravili titulky k fotografiím.
Rybák na střední škole půjčil dědečkovy negativy spolužákovi, který mu sliboval uspořádání výstavy. Poté byl však vyloučen ze školy a zmizel i s negativy. Rybák je tak považoval za dávno ztracené. Přes řadu prostředníků se však dostaly k Jaroslavu Kučerovi.